# Yamaha Cygnus
Il Cygnus è uno scooter prodotto dalla casa motociclistica giapponese Yamaha, la cui prima versione risale al 1995.
Disponibile nella cilindrata di 125 cm³ è dotato di un motore monocilindrico a quattro tempi raffreddato ad aria che eroga 8 kW di potenza.
Nel 2004 è stato sottoposto ad un restyling cambiando la denominazione in Cygnus X; altre modifiche introdotte al modello sono state il passaggio dall'alimentazione attraverso il carburatore all'adozione dell'iniezione che ha consentito la sua omologazione come Euro 3.
Su alcuni mercati è in vendita anche con il marchio MBK, come Flame ed in seguito come New Flame.